# 原田啓之
原田 啓之（はらだ ひろゆき、1974年 - ）は医療法人清明会　障害福祉サービス事業所PICFA施設長。

## 概要
福岡県に生まれる。知的障がいを持つ兄と共に育ち、小さなころからボランティア活動に携わった。これらの活動を通じて、「福祉」や「幸せ」に対する自らの意識を強く持った。中学生から高校生まで、ソフトテニス部に所属し、高校では日本一に輝いた。テニスを大学でも続けるか迷ったが、幼少期から持ち続けた福祉への意識から福祉を専攻とする大学への進学を決断し、三年の浪人生活を経て日本福祉大学へ進学した。福祉、医療、アート、社会などのつながりに対する自らのアイディアを実現し、よりよい社会を構築するため、日本で初めて病院施設の中で仕事として創作活動を行う障がい者施設「PICFA」を2017年7月に設立した。さらに、PICFAの事業として同年11月「TRAFA」を設立し、年配者のリハビリ事業の一環として、福祉、医療、アートを生かしたコミュニケーション活動に取り組んでいる。障がい者の創作活動が、障がい者自身のよりよい人生にも発展するように活動を展開している。地域活動も盛んに行っており、町役場の観光デザイン、福岡のキャナルシティーOPAの巨大絵画制作なども行っている。また、海外での展示、東京のアパレルブランドとのコラボレーション、科学研究の学会（格子欠陥フォーラムなど）での講演、科学者との共同活動なども行っており、活動の範囲は日本全国や世界にも広がっている。メディアからも注目され、NHKなどのテレビ番組にも多数出演している。

## 経歴[8]
2000年 3月 日本福祉大学 社会福祉学部 社会福祉学科 卒業
2022年 4月～2017年 3月 社会福祉法人 JOY 明日への息吹 障害福祉サービス事業所 JOY 倶楽部勤務 アトリエブラヴォの創設と運営に関わる
2017年 4月～ 社会福祉法人 JOY 明日への息吹 障害福祉サービス事業所 JOY 倶楽部 評議員
2017年 4月～現在 医療法人清明会 障害福祉サービス事業所 PICFA 施設長